# Forshedabygdens församling
Forshedabygdens församling är en församling i Östbo-Västbo kontrakt, Växjö stift och Värnamo kommun, Sverige. Församlingen utgör ett eget pastorat. 

## Administrativ historik
Församlingen bildades 2012 genom en sammanslagning av Kärda församling, Hångers församling, Forsheda församling, Torskinge församling och Dannäs församling och utgör sedan dess ett eget pastorat.

## Kyrkobyggnader
- Kärda kyrka
- Hångers kyrka
- Forsheda kyrka
- Torskinge kyrka
- Dannäs kyrka